# Въздушни удари на НАТО срещу остатъчна Югославия
Въздушните удари срещу остатъчна Югославия от страна на НАТО са нападение, извършено от 11 държави членки на НАТО срещу Съюзна република Югославия по време на войната в Косово. Ударите започват на 24 март 1999 и са прекратени на 11 юни 1999 г. Кодовото название на офанзивата е операция „Съюзна сила“, а в американския щаб тя е известна като операция „Благородна наковалня“. Бомбено-ракетни удари извършвани от военни летателни средства като военна тактика се различават съществено от стратегическите авиационни бомбардировки от времето на Втората световна война.
Официалната причина за бомбардировките е предотвратяване на подготвяната от югославските армия и полиция операция „Подкова“, която цели окончателно етническо прочистване на Косово, където над 90% от населението са албанци, горани, бошнаци и др., а сърбите са незначително малцинство. Операцията е разкрита от българското военно разузнаване и плановете ѝ са предадени от българския външен министър на германския. Според преценка на военното разузнаване на НАТО, тя е щяла да доведе и до големи човешки жертви. Това е втората голяма военна операция на НАТО след операция „Преднамерена сила“ в Босна и Херцеговина през 1995 г. Извършена е без съгласието на Съвета за сигурност на ООН, поради противопоставянето на Русия и Китай, които традиционно поддържат Сърбия във войните около разпадането на Югославия. Ударите по Белград са първите, осъществени от Американските военновъздушни сили срещу Европейска столица след последната бомбардировка на Берлин през 20 април 1945 - та.
Бомбардировките водят до оттеглянето на югославските войски от Косово и установяването на Временната администрация на ООН в Косово. По-късно е организиран Международен наказателен трибунал за бивша Югославия, който решава, че югославските сили за сигурност са отговорни за престъпления срещу човечеството и масови потъпквания на човешките права на гражданското население в Косово – главно по време на операцията на НАТО.
Югославската армия, с върховен главнокомандващ Слободан Милошевич и началник на Генералния щаб генерал Драголюб Ойданич, води отбранителни сражения срещу натовските самолети като 2 (от тях един „F-117“) са свалени от Югославската противовъздушна отбрана.
На 28 април 1999 г. България и НАТО сключват споразумение за транзитно преминаване през въздушното пространство на страната на въздухоплавателни средства на НАТО в рамките на операция „Съюзна сила“, което дава право на самолети на НАТО да преминават през въздушното пространство само след завръщане от бойни полети посока от запад на изток, както е записано в нотата отговор на българското правителство до НАТО, разрешаваща коридора, но нямащи право да излитат за осъществяване на въздушно нападение над СР Югославия, тъй като България декларира пълен неутралитет.

## Развитие на бойните действия
На 24 март 1999 г. генералният секретар на НАТО Хавиер Солана заповядва на командващия въоръжените сили на НАТО в Европа ген. Уесли Кларк да започне въздушни бомбардировки срещу градове и военни обекти на СР Югославия. НАТО разполага със самолети „F-16“, „F-117 Stealth“, въоръжени с ракети „Томахоук“ и противорадарни ракети AGM 88 HARM. Срещу тях Югославската армия има на разположение значително по-слаби ВВС и остаряла ПВО, както и около 100 хиляди човека сухопътни войски, които са без особено значение в случая.
В изпълнение на това в 23.50 базираните вече от седмица сили на НАТО в Италия и Адриатическо море, състоящи се от самолетоносача „Теодор Рузвелт“ и самолетните авиобази Авиано, Истрана и Пиаченца, Италия започват авиационна атака над Югославия. Първоначално са хвърлени над 100 ракети, изстреляни от самолети „F 16“ и „F 117 Stealth“, а други 40, направлявани от спътници, също поразяват цели на Югославия. В резултат на това в 0 часа и 53 минути СР Югославия обявява военно положение. Първата бомбардировка е на Белград и въздушната кампания трае първоначално 4 часа, но на сутринта е подновена. В резултат са нанесени поражения на Централния команден пункт на ВВС и ПВО на югославската армия в планината Фрушка гора, Пункта за управление на Генералния щаб на югославската армия, летищата Батайница в Белград, Данилоград в Черна гора и Прищина в Косово, загиват много югославски войници в казармите си.
Югославската ПВО, разполагаща със съветска военна техника от зенитно-ракетни комплекси „С-125“ и 2К12 Куб, се сражава срещу авиацията на държавите от НАТО САЩ, Великобритания, Германия и Нидерландия. На 27 април 1999 г. 250 бригада югославската ПВО, командвана от полк. Дани Золтан, сваля един от най-модерните самолети на НАТО в кампанията „F-117 Stealth“, управляван от американски пилот от словенски произход със зенитно-ракетен комплекс С-125. През май 1999 г. самолет на НАТО, водещ кампанията, бомбардира пътнически влак, пътуващ от Белград за Атина на моста Гърделичка клисура. През целия април и май самолетите на НАТО бомбардират Белград, Ниш, Прищина, Даниловград, Подгорица, Пирот, Крагуевац, където са нанесени поражения на автомобилния завод „Застава“.
На 3 май 1999 г. югославската армия след специална операция пленява трима американски военни: сержантите Андрю Рамирес и Кристофър Стоун и ефрейтор Стивън Гонсалес, които са отведени в Белград. НАТО в отговор заявява, че ще държи властите на Югославия отговорни, ако нещо се случи с пленените американци. По-късно те са радушно приети на среща с президента на Югославия Слободан Милошевич, който заявява, че ще ги освободи от плен.
На 10 юни 1999 г. след започналите 2 дни по-рано преговори в македонския град Куманово е подписано военно техническо споразумение между НАТО и СР Югославия, съгласно което югославската армия и сили на МВР ще се изтеглят от Косово, а мироопазващите сили KFOR (КЕЙФОР) ще завземат и управляват територията на Косово, докато от своя страна НАТО се задължава да спре и прекрати бомбардировките си над СР Югославия. Бомбардировките обаче са прекратени чак на 15 юни 1999 г.
На 12 юни 1999 г. руски военни части в състав от 200 души от състава на миротворческите сили на ЮНПРОФОР в Босна, качени на БТР-и, преминават на бърз марш през Сърбия и завземат летището в Прищина, изпреварвайки частите на КЕЙФОР. Възниква напрежение между руските части и командването на НАТО, вследствие на което командващия НАТО ген. Уесли Кларк дава заповед на 200 британски и френски парашутисти да превземат летището. Британският генерал Майк Джаксън отказва да изпълни заповедта на ген. Уесли Кларк, като заявява, че няма да стане причина за започване на Трета световна война.
По-късно между НАТО и Русия е постигнато съгласие руски военен контингент да бъде сформиран и изпратен в състава на КЕЙФОР, състоящ се от 309 военнослужещи с лично оръжие, който трябва да бъде превозен на военни самолети „Ан-124 Руслан“ от Москва до Прищина. Във връзка с това Русия изпраща на България нота, с която иска достъп до българското въздушно пространство. Въпреки че преди да се споразумее Русия с НАТО за участие на руски военни сили в състава на КЕЙФОР, българската страна отказва достъп до въздушното пространство на самолети за подкрепа на руснаците в Прищина, този път българското правителство и българското Народно събрание дават пълен коридор на Русия за превозване на нейния контингент в състава на КЕЙФОР в състав от 309 войника с личното им оръжие, което парламентът приема на 9 юли 1999 г. с 213 гласа „за“, 1 „против“ и 1 „въздържал се“. Въпреки че на 16 юли руската страна временно се отказва от българското въздушно пространство, на 24 юли 1999 г. Русия отново потвърждава желанието си за достъп до въздушното пространство на България и на 25 юли 1999 г. руският военен контингент на КЕЙФОР е превозен на самолети „Ан-124 Руслан“ през България в Косово.